# Biflustra pura
Biflustra pura är en mossdjursart som först beskrevs av Walter Douglas Hincks 1880.  Biflustra pura ingår i släktet Biflustra och familjen Membraniporidae. Inga underarter finns listade i Catalogue of Life.